# 横浜市立北方小学校
横浜市立北方小学校（よこはましりつ きたがたしょうがっこう）は、神奈川県横浜市中区諏訪町にある公立小学校。1873年（明治6年）に東漸寺境内に開校した第一大学区二十五番小学就蘭学舎が起源である。

## 沿革
- 1873年2月10日 - 学制により、北方村字天沼の東漸寺に、第一大学区二十五番小学就蘭学舎創立。
- 1875年2月 - 火災により焼失。上野町の妙香寺に移転。
- 1875年6月5日 - 小学北方学校に改称。
- 1881年8月6日 - 久良岐郡北方村立北方小学校に改称。
- 1892年4月 - 久良岐郡本牧村立尋常北方小学校に改称。
- 1901年 - 本牧村が横浜市に編入されたことに伴い、横浜市立尋常北方小学校に改称。
- 1923年4月 - 横浜市立北方尋常小学校に改称。
- 1923年9月 - 関東大震災により全焼。大鳥小学校に間借りして授業再開。
- 1926年10月 - 山手町天沼に鉄筋コンクリート造3階建の校舎完成。
- 1927年4月 - 横浜市立北方尋常高等小学校と改称。
- 1943年3月 - 北方国民学校と改称。
- 1947年4月 - 学校教育法施行規則適用により、横浜市立北方小学校に改称。
- 1983年12月 - 新校舎完成。

## 交通アクセス
- 桜木町から横浜市営バス20系統に乗り、北方小学校前で降りる
- みなとみらい線元町・中華街駅またはJR根岸線山手駅からバス、「北方小学校前」下車

## 著名な出身者
- 喜田拓也（サッカー選手・横浜F・マリノス）

## キリンビール発祥の地

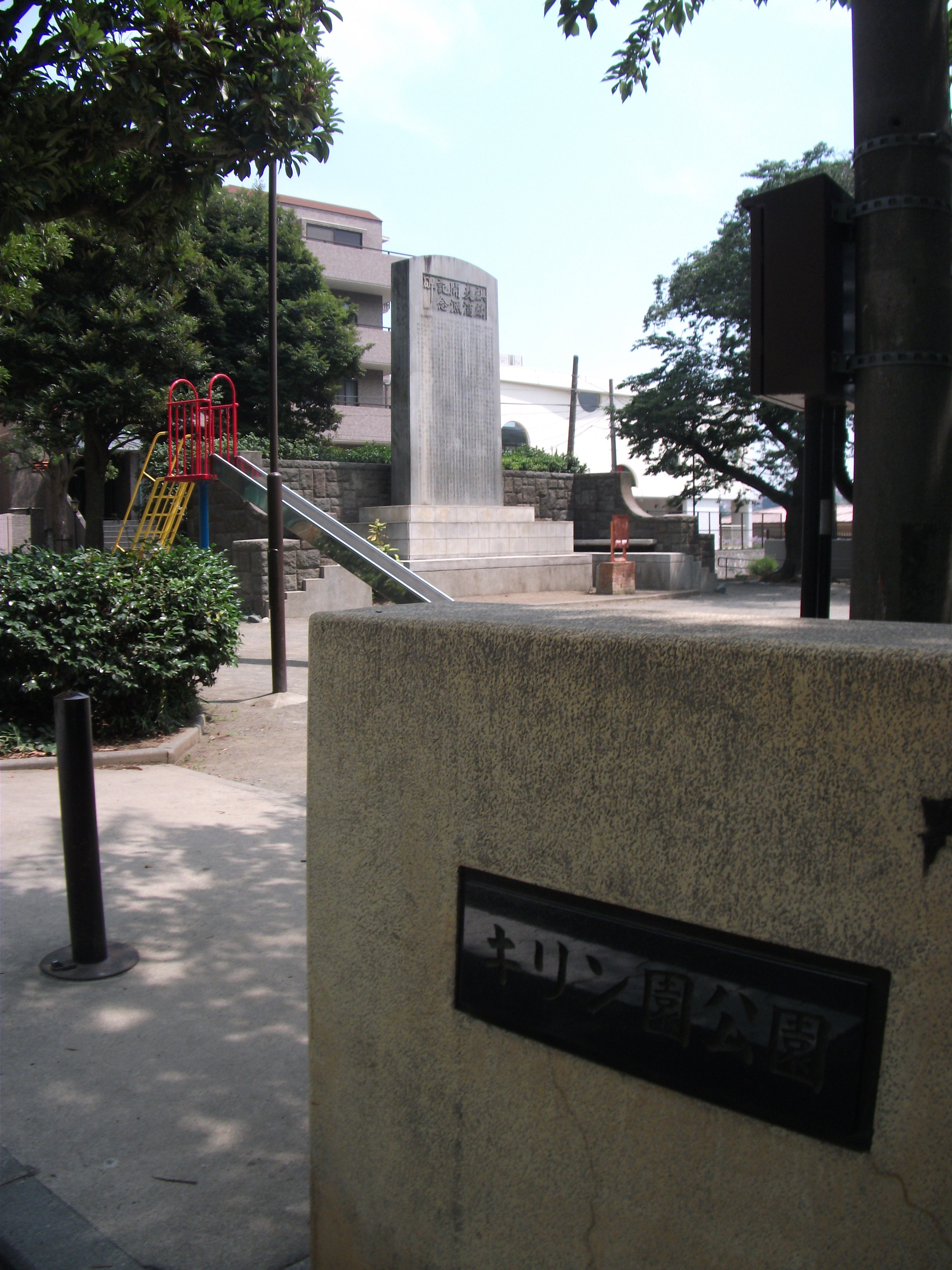
キリン園公園

現在の学校敷地および隣接する児童公園「キリン園公園」の一帯は、明治初期には山手居留地123番地と呼ばれた。1870年（明治3年）には、ウィリアム・コープランドが「スプリングバレー・ブルワリー」を開設。良質な井戸水を使い、この地でビールの醸造を始めた。スプリングバレー・ブルワリーは、1869年（明治3年）にローゼンフェルトが創業した「ジャパン・ヨコハマ・ブルワリー」に次ぐものであるが、ジャパン・ヨコハマ・ブルワリーは5年程度で廃業した一方、スプリングバレー・ブルワリーは「ジャパン・ブルワリー」に引き継がれ、1907年（明治40年）にはキリンビールとなる。1923年（大正12年）には関東大震災で倒壊し、生麦に移転。跡地に北方尋常小学校が建設された。当時の名残として、キリンビールの寄贈により1967年（昭和43年）に修復された「ビール井戸」が校内に保存されている。キリン園公園には、麒麟麦酒開源記念碑が建てられている。これらのビール醸造関連の遺構は「ビール製造発祥の地（ビール醸造所跡）」の名称で1997年（平成9年）11月4日に横浜市登録地域史跡として市の登録文化財に登録されている。